# Golden Raspberry Awards 2004
De Golden Raspberry Awards 2004 was het 25e evenement rondom de uitreiking van de Golden Raspberry Awards ('Razzies'). De uitreiking werd gehouden op 25 februari 2005 in het Sheraton Hotel in Santa Monica, Californië voor de slechtste prestaties binnen de filmindustrie van 2004.
Een gedeelde eerste plaats was er voor Catwoman en Fahrenheit 9/11, die ieder 4 Razzies wonnen. De film met de meeste nominaties was ook Catwoman, die was genomineerd voor zeven Razzies, gevolgd door Alexander, met zes nominaties.
Halle Berry en de scenarioschrijver van Catwoman John Rogers haalden hun prijs persoonlijk op, uitzonderlijk voor dit evenement. Het was de eerste keer sinds 2001 dat de winnaars hun prijzen zelf ophaalden.
Vanwege het 25-jarig jubileum van de prijs, werden er ook speciale prijzen uitgedeeld voor de slechtste filmprestaties van de afgelopen 25 jaar.

## Genomineerden en winnaars
| "Winnaar"* |

| Categorie | Nominaties |
| --- | ---------- |
| Slechtste film |            |
| Catwoman (Warner Bros. Pictures)                                                                                       |            |
| Alexander (Warner Bros. Pictures)                                                                                      |            |
| Superbabies: Baby Geniuses 2 (Triumph Films)                                                                           |            |
| Surviving Christmas (DreamWorks)                                                                                       |            |
| White Chicks (Columbia/Revolution)                                                                                     |            |
| Slechtste Acteur |            |
| George W. Bush in Fahrenheit 9/11                                                                                      |            |
| Ben Affleck in Jersey Girl en Surviving Christmas                                                                      |            |
| Ben Stiller in Along Came Polly, Anchorman, Dodgeball, Envy en Starsky & Hutch                                         |            |
| Colin Farrell in Alexander                                                                                             |            |
| Vin Diesel in The Chronicles of Riddick                                                                                |            |
| Slechtste Actrice |            |
| Halle Berry in Catwoman                                                                                                |            |
| Angelina Jolie in Alexander en Taking Lives                                                                            |            |
| Hilary Duff in A Cinderella Story en Raise Your Voice                                                                  |            |
| Mary-Kate & Ashley Olsen in New York Minute                                                                            |            |
| Shawn & Marlon Wayans in White Chicks                                                                                  |            |
| Slechtste Filmkoppel                                                                                                   |            |
| George W. Bush met ofwel Condoleezza Rice of zijn geit (Donald Rumsfeld) in Fahrenheit 9/11                            |            |
| Ben Affleck met ofwel Jennifer Lopez of Liv Tyler in Jersey Girl                                                       |            |
| Halle Berry met ofwel Benjamin Bratt of Sharon Stone in Catwoman                                                       |            |
| Mary-Kate & Ashley Olsen in New York Minute                                                                            |            |
| Shawn & Marlon Wayans (zowel man als vrouw) in White Chicks                                                            |            |
| Slechtste Vrouwelijke Bijrol                                                                                           |            |
| Britney Spears in Fahrenheit 9/11                                                                                      |            |
| Condoleezza Rice in Fahrenheit 9/11                                                                                    |            |
| Carmen Electra in Starsky & Hutch                                                                                      |            |
| Jennifer Lopez in Jersey Girl                                                                                          |            |
| Sharon Stone in Catwoman                                                                                               |            |
| Slechtste Mannelijke Bijrol                                                                                            |            |
| Donald Rumsfeld in Fahrenheit 9/11                                                                                     |            |
| Arnold Schwarzenegger in Around the World in 80 Days                                                                   |            |
| Jon Voight in Superbabies: Baby Geniuses 2                                                                             |            |
| Lambert Wilson in Catwoman                                                                                             |            |
| Val Kilmer in Alexander                                                                                                |            |
| Slechtste Regisseur |            |
| Pitof voor Catwoman |            |
| Bob Clark voor Superbabies: Baby Geniuses 2                                                                            |            |
| Keenen Ivory Wayans voor White Chicks                                                                                  |            |
| Oliver Stone voor Alexander                                                                                            |            |
| Renny Harlin en/of Paul Schrader voor Exorcist: The Beginning en Dominion: Prequel to the Exorcist                     |            |
| Slechtste Remake of Vervolg                                                                                            |            |
| Scooby-Doo 2: Monsters Unleashed (Warner Bros. Pictures)                                                               |            |
| Anacondas: The Hunt for the Blood Orchid (Screen Gems)                                                                 |            |
| Alien vs. Predator (20th Century Fox)                                                                                  |            |
| Around the World in 80 Days (Disney)                                                                                   |            |
| Exorcist: The Beginning (Warner Bros. Pictures)                                                                        |            |
| Slechtste Scenario |            |
| Catwoman, geschreven door Theresa Rebeck en John Brancato & Michael Ferris en John Rogers                              |            |
| Alexander, geschreven door Oliver Stone, Christopher Kyle en Laeta Kalogridis                                          |            |
| Superbabies: Baby Geniuses 2, geschreven door Steven Paul en Gregory Poppen                                            |            |
| Surviving Christmas, geschreven door Deborah Kaplan & Harry Elfont en Jeffrey Ventimilia & Joshua Sternin              |            |
| White Chicks, geschreven door Keenen & Shawn & Marlon Wayans en Andy McElfresh, Michael Anthony Snowden en Xavier Cook |            |

## Speciale prijs "slechtste van de eerste 25 jaar"
| Categorie                                    | Winnaar                                  |
| -------------------------------------------- | ---------------------------------------- |
| Slechtste Razzie Loser van de eerste 25 jaar | Arnold Schwarzenegger (met 8 nominaties) |
| Slechtste Razzie Loser van de eerste 25 jaar | Kim Basinger (6 nominaties)              |
| Slechtste Razzie Loser van de eerste 25 jaar | Angelina Jolie (7 nominaties)            |
| Slechtste Razzie Loser van de eerste 25 jaar | Ryan O'Neal (6 nominaties)               |
| Slechtste Razzie Loser van de eerste 25 jaar | Keanu Reeves (7 nominaties)              |
| Slechtste "Drama" van de eerste 25 jaar      | Battlefield Earth (2000)                 |
| Slechtste "Drama" van de eerste 25 jaar      | The Lonely Lady (1983)                   |
| Slechtste "Drama" van de eerste 25 jaar      | Mommie Dearest (1981)                    |
| Slechtste "Drama" van de eerste 25 jaar      | Showgirls (1995)                         |
| Slechtste "Drama" van de eerste 25 jaar      | Swept Away (2002)                        |
| Slechtste "Comedy" van de eerste 25 jaar     | Gigli (2003)                             |
| Slechtste "Comedy" van de eerste 25 jaar     | The Adventures of Pluto Nash (2002)      |
| Slechtste "Comedy" van de eerste 25 jaar     | The Cat in the Hat (2003)                |
| Slechtste "Comedy" van de eerste 25 jaar     | Freddy Got Fingered (2001)               |
| Slechtste "Comedy" van de eerste 25 jaar     | Leonard Part 6 (1987)                    |
| Slechtste "Musical" van de eerste 25 jaar    | From Justin to Kelly (2003)              |
| Slechtste "Musical" van de eerste 25 jaar    | Can't Stop the Music (1980)              |
| Slechtste "Musical" van de eerste 25 jaar    | Glitter (2001)                           |
| Slechtste "Musical" van de eerste 25 jaar    | Rhinestone (1984)                        |
| Slechtste "Musical" van de eerste 25 jaar    | Spice World (1998)                       |
| Slechtste "Musical" van de eerste 25 jaar    | Xanadu (1980)                            |

1980 ·
1981 ·
1982 ·
1983 ·
1984 ·
1985 ·
1986 ·
1987 ·
1988 ·
1989 ·
1990 ·
1991 ·
1992 ·
1993 ·
1994 ·
1995 ·
1996 ·
1997 ·
1998 ·
1999 ·
2000 ·
2001 ·
2002 ·
2003 ·
2004 ·
2005 ·
2006 ·
2007 ·
2008 ·
2009 ·
2010 ·
2011 ·
2012 ·
2013 ·
2014 ·
2015 ·
2016 ·
2017 ·
2018 ·
2019 ·
2020 ·
2021 ·
2022 ·
2023 ·
2024